# Município de York (condado de Sandusky, Ohio)
O município de York (em inglês: York Township) é um município localizado no condado de Sandusky no estado estadounidense de Ohio. No ano de 2010 tinha uma população de 2.532 habitantes e uma densidade populacional de 29,85 pessoas por km².

## Geografia
O município de York encontra-se localizado nas coordenadas 41° 18′ 25″ N, 82° 53′ 29″ O. Segundo a Departamento do Censo dos Estados Unidos, o município tem uma superfície total de 84.82 km², da qual 84,81 km² correspondem a terra firme e (0,01 %) 0,01 km² é água.

## Demografia
Segundo o censo de 2010, tinha 2.532 habitantes residindo no município de York. A densidade populacional era de 29,85 hab./km². Dos 2.532 habitantes, o município de York estava composto pelo 97,79 % brancos, o 0,24 % eram afroamericanos, o 0,43 % eram amerindios, o 0,28 % eram asiáticos, o 0,63 % eram de outras raças e o 0,63 % eram de uma mistura de raças. Do total da população o 2,25 % eram hispanos ou latinos de qualquer raça.